# Mattias Ekholm
Mattias Ekholm, född 24 maj 1990 i Borlänge, är en svensk ishockeyspelare som spelar för Edmonton Oilers i NHL. 
Han har tidigare spelat på NHL-nivå för Nashville Predators och på lägre nivåer för Milwaukee Admirals i AHL samt Brynäs IF och Mora IK.
Ekholm valdes som 102:e spelaren totalt i NHL Entry Draft 2009 av Nashville Predators.

## Karriär
Ekholms moderklubb är IFK Ore. Inför säsongen 2006/2007 gick han över till Mora IKs organisation där han inledningsvis spelade i juniorlaget. Säsongen 2009/2010 spelade han för klubbens A-lag i Hockeyallsvenskan. Inför juniorvärldsmästerskapen i Vancouver, Kanada 2009 blev han uttagen till den svenska truppen av Pär Mårts till Juniorvärldsmästerskapet i ishockey 2010 och var där med och vann bronsmedaljer med juniorlandslaget. Ekholm skrev på för elitserielaget Brynäs IF 2010. Han svarade för en lyckosam säsong, då han noterades för 33 poäng (varav 10 mål) på 55 spelade matcher och blev utsedd till årets nykomling i Elitserien. 
Efter succédebuten i Elitserien skrev han på ett treårskontrakt med NHL-klubben Nashville Predators inför säsongen 2011/2012. Han spelade två matcher för Nashville Predators i början av säsongen innan han blev utlånad till Brynäs IF för resten av säsongen. I slutet av säsongen tog han SM-guld med just Brynäs IF.

## Meriter
- VM-guld: 2018
- SM-guld: 2012 [1]
- JVM-brons: 2010 [1]
- Vinnare av Ivan Hlinkas minnesturnering 2007 med U18 landslaget
- Årets nykomling i Elitserien i ishockey 2010/2011

## Klubbar
- IFK Ore [2]
- Mora IK (2007/2008 – 2009/2010) [2]
- Brynäs IF (2010/2011, 2011/2012) [2]
- Milwaukee Admirals (2012/2013) [2]
- Nashville Predators (2011–2023) [2]
- Edmonton Oilers (2023–)